# Sedum dendroideum
Sedum dendroideum is een overblijvende plant uit de vetplantenfamilie (Crassulaceae). De plant gedijt in een warm, droog klimaat en komt oorspronkelijk uit Mexico. Sedum dendroideum verdraagt ook koudere klimaten en in Californië en Ohio komt de plant verwilderd voor.
De wetenschappelijke naam van de soort werd voor het eerst geldig gepubliceerd in 1828 door José Mariano Mociño en Martín de Sessé y Lacasta in Prodromus Systematis Naturalis Regni Vegetabilis.

## Kennmerken
Sedum dendroideum is een kleine, succulente struik met glanzend groene, lepelvormige bladeren. Op een gunstige standplaats kan de plant één meter hoog en breed worden. De bladeren hebben langs de randen, half onder de epidermis, een rij klieren die in de zomer rood kunnen worden. De plant bloeit tussen februari en april met kleine, stervormige, heldergele bloemen in grote trossen. 

## Gebruik

### Sierplant
Sedum dendroideum wordt, zoals veel planten uit de vetplantenfamilie en mede door de koudebestendigheid, gekweekt als tuinplant (vooral in rotstuinen). 

### Medicinaal
In de traditionele Braziliaanse geneeskunde wordt vers sap van de bladeren van de plant gebruikt om 
maagaandoeningen en ontstekingen te behandelen. In 2005 publiceerde het Journal of Ethnopharmacology een medisch artikel over het gebruik ervan, waarin werd vastgesteld dat het bij muizen ontstekingsremmend werkt en helpt tegen nociceptieve pijn.
... · 
S. acre (Muurpeper) · 
S. album (Wit vetkruid) · 
S. anacampseros (Liefdesvetkruid) · 
S. annuum · 
S. brevifolium · 
S. caeruleum · 
S. cepaea (Omgebogen vetkruid) · 
S. dasyphylum (Dik vetkruid) · 
S. dendroideum · 
S. forsterianum (Sierlijk vetkruid) · 
S. iwarenge · 
S. reflexum (Tripmadam) · 
S. sediforme · 
S. sexangulare (Zacht vetkruid) · 
S. spectabile (Roze hemelsleutel) · 
S. spurium (Roze vetkruid) · 
S. telephium (Hemelsleutel) · 
S. villosum · 
...